# Carlo Villano
Mons. Carlo Villano (* 25. srpna 1969, Capua) je italský římskokatolický duchovní a biskup.

## Život
Narodil se 25. srpna 1969 ve městě Capua.
Po střední škole vstoupil do Papežského semináře San Luigi v Neapoli. Dne 29. června 1995 byl biskupem Lorenzem Chiarinelli vysvěcen na kněze. Na Papežské teologické fakultě Jižní Itálie získal licenciát z teologie a na Papežské akademii Alfonsiana doktorát z morální teologie.
Byl farním vikářem u svatého archanděla Michaela v Averse, farářem farnosti svatého Lukáše v Giugliano in Campania, farnosti svatých Filipa a Jakuba v Averse. Od roku 2010 působil jako ředitel diecézního úřadu pro sociální komunikaci a od roku 2017 biskupským vikářem pro charitu.
Dne 3. července 2021 jej papež Jan Pavel II. jmenoval pomocným biskupem diecéze Pozzuoli a titulárním biskupem ze Sorres. Biskupské svěcení přijal 19. září z rukou biskupa Gennara Pascarelly a spolusvětiteli byli biskup Angelo Spinillo a biskup Francesco Marino. Po rezignaci biskupa Gennara Pascarelly byl 20. června 2023 ustanoven biskupem Pozzuoli a biskupem Ischie in persona episcopi.